# Temon (Simo)
Temon is een bestuurslaag in het regentschap Boyolali van de provincie Midden-Java, Indonesië. Temon telt 2375 inwoners (volkstelling 2010).